# M1917 Enfield
M1917 Enfield — американская магазинная винтовка, известная также под формальным обозначением United States Rifle, cal .30, Model of 1917 в США или P17 в Канаде. Являлась по сути переработкой британской винтовки Pattern 1914 Enfield под американский унитарный боеприпас 7,62×63 мм. Была разработана в 1917 году, принимала участие во всех крупных войнах XX века вплоть до Войны во Вьетнаме.
Из-за возможностей стрельбы при низких температурах использовалась в лыжном патруле «Сириус» — подразделении военно-морского флота Дании, занимающемся поддержанием суверенитета Дании в Гренландии.

## Конструкция
Как и Springfield 1903 года, M1917 фактически использовал базовую конструкцию затвора Mauser Gewehr 98 в сочетании с несколькими модификациями. Из-за оригинального действия P13, предназначенного для мощного патрона .276 Enfield с корпусом большего диаметра, чем для .30-06 Springfield, емкость магазина для меньшего диаметра .30-06 Springfield составляла шесть патронов, хотя фиксаторы съемника удерживали только пять патронов.
Винтовки P14 и M1917 отличаются несколькими конструктивными особенностями. Винтовка была спроектирована с железной прицельной линией, состоящей из боевого прицела апертуры заднего приемника, откалиброванного до 400 ярдов (366 м), с дополнительным прицелом апертуры лестницы, который можно было перевернуть и откалиброванного для 200–900 ярдов (183–823 м) в С шагом 100 ярдов (91 м) и с шагом 900–1600 ярдов (823–1 463 м) с шагом 50 ярдов (46 м). Прицел с лестничным проемом движется вертикально на предметном стекле и, следовательно, не может корректировать смещение ветра. Элемент заднего прицела был защищен прочными «ушами» и оказался более быстрым и точным, чем типичный прицел среднего ствола, предлагаемый Маузером, Энфилдом или боевым прицелом Баффингтона на Спрингфилде 1903 года. Будущие американские винтовки, такие как 1903-A3 Springfield, M1 и M1 Carbine, будут использовать аналогичные задние прицелы. Фронтальный прицельный элемент состоял из защищенной передней стойки крыла и был отрегулирован в боковом направлении и зафиксирован в положении во время сборки в арсенале. Элемент заднего прицела M1917 был расположен на удлиненном приемном мосту, что добавляло вес действию, а также удлиняло болт. Масса M1917 весит 58 унций (1644 г) против 45 унций (1276 г) для Springfield 1903 года.
Специально для винтовки производился съёмный штык-нож M1917.

## Страны-эксплуатанты
- Австралия
- Китайская республика — в 1942—1945 из США по ленд-лизу поставлено 152 241 М1917[1]
- Великобритания — в 1941—1945 из США по ленд-лизу поставлено 119 000 М1917[1]
- Соединенные Штаты: Использовались во время Первой мировой мировой, Второй мировой войны, Корейской войны.
- Канада
- Дания: С 1953 года в Home Guard - в настоящее время на вооружении Slædepatruljen Sirius в Гренландии.
- Франция: Под названием Fusil à répétition 7 мм 62 (C. 30) M. 17 (Модель 770 мм (калибра 0,30).
- Гондурас: Вариант Remington Model 1934, под патрон 7 × 57 мм.
- Ирландия: Около 20 000 штук, использовались местными силами обороны во время чрезвычайной ситуации (Второй мировой войны).
- Латвия: Использовались в Борьбе за независимость Латвии.
- Малайзия
- Новая Зеландия
- Норвегия: В 1952 году Норвегия получила 24992 винтовки P-17 из Великобритании.
- Филиппины
- Португалия
- Южная Корея: использовались во время Корейской войны.
- Южный Вьетнам: использовались во время войны во Вьетнаме